# Portogallo ai Giochi della XXIX Olimpiade
Il Portogallo ha partecipato ai Giochi della XXIX Olimpiade di Pechino, svoltisi dall'8 al 24 agosto 2008, con una delegazione di 77 atleti.

## Medaglie
| Medaglia | Atleta            | Sport            | Evento                |
| -------- | ----------------- | ---------------- | --------------------- |
| Oro      | Nelson Évora      | Atletica leggera | Salto triplo maschile |
| Argento  | Vanessa Fernandes | Triathlon        | Gara femminile        |

## Atletica leggera
| Gara           | Atleta            | Batterie | Batterie | Quarti | Quarti | Semifinali | Semifinali | Finale | Finale |
| Gara           | Atleta            | Tempo    | Pos.     | Tempo  | Pos.   | Tempo      | Pos.       | Tempo  | Pos.   |
| -------------- | ----------------- | -------- | -------- | ------ | ------ | ---------- | ---------- | ------ | ------ |
| 100 m          | Francis Obikwelu  | 10"25    | 1        | 10"09  | 3      | 10"10      | 6          |        |        |
| 200 m          | Arnaldo Abrantes  | 21"46    | 8        |        |        |            |            |        |        |
| 400 m ostacoli | Edivaldo Monteiro |          |          | 49"89  | 6      |            |            |        |        |
| 3000 siepi     | Alberto Paulo     |          |          |        |        | 8'39"11    | 11         |        |        |

| Gara         | Atleta          | Tempo     | Posizione |
| ------------ | --------------- | --------- | --------- |
| 10000 m      | Rui Pedro Silva | 29'09"03  | 34        |
| Maratona     | Paulo Gomes     | 2h 18'15" | 30        |
| Maratona     | Hélder Ornelas  | 2h 23'20" | 46        |
| Marcia 20 km | João Vieira     | 1h 25'05" | 32        |
| Marcia 20 km | Sérgio Vieira   | 1h 29'51" | 45        |
| Marcia 50 km | Augusto Cardoso | 4h 09'00" | 40        |
| Marcia 50 km | António Pereira | 3h 48'12" | 11        |

| Gara           | Atleta       | Qualificazioni | Qualificazioni | Finale  | Finale |
| Gara           | Atleta       | Misura         | Pos.           | Misura  | Pos.   |
| -------------- | ------------ | -------------- | -------------- | ------- | ------ |
| Salto triplo   | Nelson Évora | 17,34 m        | 2              | 17,67 m | Oro    |
| Getto del peso | Marco Fortes | 18,05 m        | 38             |         |        |

| Gara       | Atleta                 | Batterie | Batterie | Semifinali | Semifinali | Finale | Finale |
| Gara       | Atleta                 | Tempo    | Pos.     | Tempo      | Pos.       | Tempo  | Pos.   |
| ---------- | ---------------------- | -------- | -------- | ---------- | ---------- | ------ | ------ |
| 800 m      | Maria do Carmo Tavares | 2'01"91  | 21       |            |            |        |        |
| 5000 m     | Jéssica Augusto        |          |          | 16'05"71   | 25         |        |        |
| 3000 siepi | Jéssica Augusto        |          |          | 9'30"23    | 20         |        |        |
| 3000 siepi | Sara Moreira           |          |          | 9'34"39    | 22         |        |        |
| 3000 siepi | Clarisse Cruz          |          |          | 9'49"45    | 34         |        |        |

| Gara         | Atleta        | Tempo        | Posizione    |
| ------------ | ------------- | ------------ | ------------ |
| Maratona     | Marisa Barros | 2h 34'08"    | 32           |
| Maratona     | Ana Dias      | 2h 36'25"    | 46           |
| Maratona     | Inês Monteiro | non concluso | non concluso |
| Marcia 20 km | Ana Cabecinha | 1h 27'45     | 8            |
| Marcia 20 km | Vera Santos   | 1h 28'14"    | 10           |
| Marcia 20 km | Susana Feitor | non concluso | non concluso |

| Gara                   | Atleta                | Qualificazioni | Qualificazioni | Finale | Finale |
| Gara                   | Atleta                | Misura         | Pos.           | Misura | Pos.   |
| ---------------------- | --------------------- | -------------- | -------------- | ------ | ------ |
| Salto con l'asta       | Sandra-Helena Tavares | 4,30 m         | 19             |        |        |
| Salto in lungo         | Naide Gomes           | 6,29 m         | 32             |        |        |
| Lancio del martello    | Vânia Silva           | 59,42 m        | 46             |        |        |
| Lancio del giavellotto | Sílvia Cruz           | 57,06 m        | 24             |        |        |

## Badminton
| Gara              | Atleta            | Turno 1                                  | Sedicesimi | Ottavi | Quarti | Semifinali | Finale |
| ----------------- | ----------------- | ---------------------------------------- | ---------- | ------ | ------ | ---------- | ------ |
| Singolo maschile  | Marco Vasconcelos | Anup Sridhar (India) 16-21, 14-21        |            |        |        |            |        |
| Singolo femminile | Ana Moura         | Jeanine Cicognini (Svizzera) 9-21, 13-21 |            |        |        |            |        |

## Canoa/kayak
| Gara               | Atleta                         | Batterie | Batterie | Semifinali | Semifinali | Finale | Finale |
| Gara               | Atleta                         | Tempo    | Pos.     | Tempo      | Pos.       | Tempo  | Pos.   |
| ------------------ | ------------------------------ | -------- | -------- | ---------- | ---------- | ------ | ------ |
| K1 500 m maschile  | Emanuel Silva                  | 1'42"513 | 6        | 1'45"985   | 5          |        |        |
| K1 1000 m maschile | Emanuel Silva                  | 3'31"843 | 4        | 3'34"508   | 4          |        |        |
| K1 500 m femminile | Teresa Portela                 | 1'53"761 | 6        | 1'54"831   | 6          |        |        |
| K2 500 m femminile | Beatriz Gomes Helena Rodrigues | 1'47"588 | 7        | 1'46"021   | 5          |        |        |

## Canottaggio
| Gara        | Atleta                  | Batterie | Batterie | Quarti/ Ripescaggi | Quarti/ Ripescaggi | Semifinali | Semifinali | Finale  | Finale       |
| Gara        | Atleta                  | Tempo    | Pos.     | Tempo              | Pos.               | Tempo      | Pos.       | Tempo   | Pos.         |
| ----------- | ----------------------- | -------- | -------- | ------------------ | ------------------ | ---------- | ---------- | ------- | ------------ |
| 2 di coppia | Nuno Mendes Pedro Fraga | 6'24"35  | 3        | 6'29"07            | 1                  | 6'39"23    | 6          | 6'28"47 | 2 (finale B) |

## Ciclismo

### Su strada
| Gara                    | Atleta        | Tempo     | Posizione |
| ----------------------- | ------------- | --------- | --------- |
| Corsa in linea maschile | André Cardoso | 6h 39'42" | 72        |
| Corsa in linea maschile | Nuno Ribeiro  | 6h 26'17" | 28        |

## Equitazione
| Gara        | Atleta                                        | Cavallo            | Test     | Test     | Special test | Special test | Freestyle | Freestyle | Totale    | Totale    |
| Gara        | Atleta                                        | Cavallo            | Punti    | Pos.     | Punti        | Pos.         | Punti     | Pos.      | Punti     | Pos.      |
| ----------- | --------------------------------------------- | ------------------ | -------- | -------- | ------------ | ------------ | --------- | --------- | --------- | --------- |
| Individuale | Miguel Ralão Duarte                           | Oxalis             | ritirato | ritirato |              |              |           |           |           |           |
| Individuale | Carlos Pinto                                  | Notavel            | 61,708   | 39       |              |              |           |           |           |           |
| Individuale | Daniel Pinto                                  | Galopin de la Font | 63,083   | 33       |              |              |           |           |           |           |
| Squadre     | Miguel Ralão Duarte Carlos Pinto Daniel Pinto | v. sopra           |          |          |              |              |           |           | eliminati | eliminati |

## Ginnastica

### Trampolino
| Gara                 | Atleta          | Qualificazioni | Qualificazioni | Finale | Finale |
| Gara                 | Atleta          | Punti          | Pos.           | Punti  | Pos.   |
| -------------------- | --------------- | -------------- | -------------- | ------ | ------ |
| Trampolino maschile  | Diogo Ganchinho | 69,10          | 11             |        |        |
| Trampolino femminile | Ana Rente       | 31,60          | 16             |        |        |

## Judo
| Gara  | Atleta     | Preliminari                              | Tabellone principale                | Tabellone principale            | Tabellone principale                    | Tabellone principale | Tabellone principale | Ripescaggi | Ripescaggi                                | Ripescaggi | Ripescaggi |  |
| Gara  | Atleta     | Preliminari                              | Sedicesimi                          | Ottavi                          | Quarti                                  | Semifinali           | Finale               | 1º turno   | Quarti                                    | Semifinali | Finale     |  |
| ----- | ---------- | ---------------------------------------- | ----------------------------------- | ------------------------------- | --------------------------------------- | -------------------- | -------------------- | ---------- | ----------------------------------------- | ---------- | ---------- |  |
| 66 kg | Pedro Dias | bye                                      | Ludwig Ortíz (Venezuela) 0100-0001  | João Derly (Brasile) 0101-0010  | Pak Chol-min (Corea del Nord) 0000-0002 |                      |                      |            | Giovanni Nicola Casale (Italia) 0001-1001 |            |            |  |
| 73 kg | João Pina  |                                          | Nicholas Tritton (Canada) 0010-0000 | Ali Malomat (Iran) 0001-0111    |                                         |                      |                      |            | Yusuke Kanamaru (Giappone) 0010-0011      |            |            |  |
| 81 kg | João Neto  | Saba Gavashelishvili (Georgia) 1010-0000 | Edmond Topalli (Albania) 1001-0000  | Oscar Cardenas (Cuba) 1000-0000 | Kim Jae-Bum (Corea del Sud) 0000-0001   |                      |                      |            | Robert Krawczyk (Polonia) 0000-1000       |            |            |  |

| Gara  | Atleta         | Tabellone principale                 | Tabellone principale                   | Tabellone principale            | Tabellone principale | Tabellone principale | Ripescaggi | Ripescaggi                              | Ripescaggi                            | Ripescaggi |
| Gara  | Atleta         | Sedicesimi                           | Ottavi                                 | Quarti                          | Semifinali           | Finale               | 1º turno   | Quarti                                  | Semifinali                            | Finale     |
| ----- | -------------- | ------------------------------------ | -------------------------------------- | ------------------------------- | -------------------- | -------------------- | ---------- | --------------------------------------- | ------------------------------------- | ---------- |
| 48 kg | Ana Hormigo    | Devi Khumujam Tomb (India) 1011-0000 | Pak Ok-Song (Corea del Nord) 0000-0100 |                                 |                      |                      |            | Kelbet Nurgazina (Kazakistan) 0002-0001 | Lyudmila Bogdanova (Russia) 0010-0100 |            |
| 52 kg | Telma Monteiro | bye                                  | Anna Kharitonova (Russia) 0211-0000    | Xian Dongmei (Canada) 1011-0010 |                      |                      |            | Ana Carrascosa (Spagna) 0101-0001       |                                       |            |

## Nuoto
| Gara                | Atleta             | Batterie | Batterie | Semifinali | Semifinali | Finale     | Finale |
| Gara                | Atleta             | Tempo    | Pos.     | Tempo      | Pos.       | Tempo      | Pos.   |
| ------------------- | ------------------ | -------- | -------- | ---------- | ---------- | ---------- | ------ |
| 100 m stile libero  | Tiago Venâncio     | 50"30    | 45       |            |            |            |        |
| 200 m stile libero  | Tiago Venâncio     | 1'50"24  | 39       |            |            |            |        |
| 1500 m stile libero | Fernando Costa     |          |          | 15'26"21   | 29         |            |        |
| 200 m dorso         | Pedro Oliveira     | 2'10"08  | 28       |            |            |            |        |
| 200 m rana          | Carlos Almeida     | 2'13"34  | 34       |            |            |            |        |
| 100 m farfalla      | Simão Morgado      | 52"80    | 33       |            |            |            |        |
| 200 m farfalla      | Pedro Oliveira     | 1'57"41  | 24       |            |            |            |        |
| 200 m misti         | Diogo Carvalho     | 2'00"66  | 18       |            |            |            |        |
| Fondo 10 km         | Arseniy Lavrentiev |          |          |            |            | 2h 03'39"6 | 22     |

| Gara           | Atleta         | Batterie | Batterie | Semifinali | Semifinali | Finale    | Finale |
| Gara           | Atleta         | Tempo    | Pos.     | Tempo      | Pos.       | Tempo     | Pos.   |
| -------------- | -------------- | -------- | -------- | ---------- | ---------- | --------- | ------ |
| 100 m rana     | Diana Gomes    | 1'10"02  | 26       |            |            |           |        |
| 200 m rana     | Diana Gomes    | 2'30"18  | 29       |            |            |           |        |
| 100 m farfalla | Sara Oliveira  | 59"48    | 35       |            |            |           |        |
| 200 m farfalla | Sara Oliveira  | 2'10"14  | 19       |            |            |           |        |
| Fondo 10 km    | Daniela Inácio |          |          |            |            | 2h 00'59" | 17     |

## Scherma
| Gara                           | Atleta          | Turno 1                          | Sedicesimi                         | Ottavi | Quarti | Semifinali | Finale |
| ------------------------------ | --------------- | -------------------------------- | ---------------------------------- | ------ | ------ | ---------- | ------ |
| Spada individuale maschile     | Joaquim Videira | Dario Torrente (Sudafrica) 15-10 | Radosław Zawrotniak (Polonia) 9-15 |        |        |            |        |
| Fioretto individuale femminile | Débora Nogueira | Su Wanwen (Cina) 4-15            |                                    |        |        |            |        |

## Taekwondo
| Gara           | Atleta      | Tabellone principale                   | Tabellone principale | Tabellone principale | Tabellone principale | Ripescaggi                        | Ripescaggi |  |
| Gara           | Atleta      | Ottavi                                 | Quarti               | Semifinali           | Finale               | Semifinali                        | Finale     |  |
| -------------- | ----------- | -------------------------------------- | -------------------- | -------------------- | -------------------- | --------------------------------- | ---------- |  |
| 58 kg maschile | Pedro Póvoa | Gabriel Mercedes (Rep. Dominicana) 0-3 |                      |                      |                      | Chu Mu-Yen (Taipei cinese) (-1)-1 |            |  |

## Tennis tavolo
| Gara             | Atleta         | Preliminari | Turno 1                                                                | Turno 2                                                      | Turno 3 | Turno 4 | Quarti | Semifinali | Finale |
| ---------------- | -------------- | ----------- | ---------------------------------------------------------------------- | ------------------------------------------------------------ | ------- | ------- | ------ | ---------- | ------ |
| Singolo maschile | Tiago Apolónia | bye         | Lin Ju (Rep. Dominicana) 1-4 (11-2, 11-13, 4-11, 5-11, 10-12)          |                                                              |         |         |        |            |        |
| Singolo maschile | Marco Freitas  | bye         | El-Sayed Lashin (Egitto) 4-1 (10-12, 11-4, 11-8, 11-8, 11-6)           | Yang Zi (Singapore) 2-4 (4-11, 11-6, 11-2, 3-11, 9-11, 6-11) |         |         |        |            |        |
| Singolo maschile | João Monteiro  | bye         | Segun Toriola (Nigeria) 3-4 (11-5, 7-11, 7-11, 11-5, 9-11, 11-9, 7-11) |                                                              |         |         |        |            |        |

## Tiro
| Gara                        | Atleta       | Qualificazioni | Qualificazioni | Finale    | Finale       | Finale |
| Gara                        | Atleta       | Punteggio      | Pos.           | Punteggio | Punt. totale | Pos.   |
| --------------------------- | ------------ | -------------- | -------------- | --------- | ------------ | ------ |
| Pistola 10 m aria compressa | João Costa   | 579            | 18             |           |              |        |
| Pistola 50 m                | João Costa   | 549            | 33             |           |              |        |
| Trap                        | Manuel Silva | 111            | 27             |           |              |        |

## Tiro con l'arco
| Gara                 | Atleta     | Turno di qualificazione | Turno di qualificazione | Turno 1                       | Turno 2 | Ottavi | Quarti | Semifinali | Finale |
| Gara                 | Atleta     | Punteggio               | Pos.                    | Turno 1                       | Turno 2 | Ottavi | Quarti | Semifinali | Finale |
| -------------------- | ---------- | ----------------------- | ----------------------- | ----------------------------- | ------- | ------ | ------ | ---------- | ------ |
| Individuale maschile | Nuno Pombo | 650                     | 42                      | Yusuf Ergin (Turchia) 103-106 |         |        |        |            |        |

## Triathlon
| Gara           | Atleta            | Nuoto  | Ciclismo  | Corsa  | Tempo totale | Posizione |
| -------------- | ----------------- | ------ | --------- | ------ | ------------ | --------- |
| Gara maschile  | Duarte Marques    | 18'20  | 59'06     | 36'47  | 1h 55'06"57  | 45        |
| Gara maschile  | Bruno Pais        | 18'28" | 58'47"    | 32'32" | 1h 50'40"22  | 17        |
| Gara femminile | Vanessa Fernandes | 19'53" | 1h 04'18" | 34'21" | 1h 59'34"63  | Argento   |

## Vela
| Windsurf maschile | João Rodrigues                  | 18 | 10 | 10 | 8      | 14 | 16     | 9  | 3      | 13 | 19         |    |    |            |            |            |    | 101 | 11 |
| Laser maschile    | Gustavo Lima                    | 5  | 8  | 3  | 27     | 17 | 6      | 16 | 8      | 3  | cancellata |    |    |            |            |            | 10 | 76  | 4  |
| 470 maschile      | Álvaro Marinho Miguel Nunes     | 2  | 8  | 15 | 6      | 11 | 7      | 9  | 30 OCS | 10 | 14         |    |    |            |            |            | 20 | 102 | 8  |
| Star              | Afonso Domingos Bernardo Santos | 3  | 3  | 10 | 17 OCS | 13 | 3      | 5  | 7      | 7  | 9          |    |    |            |            |            | 12 | 72  | 8  |
| 49er              | Jorge Lima Francisco Andrade    | 12 | 7  | 9  | 11     | 4  | 20 DNS | 10 | 6      | 5  | 11         | 13 | 12 | cancellate | cancellate | cancellate |    | 100 | 11 |